# Lars Hörmander
Lars Valter Hörmander (ur. 24 stycznia 1931 w Mjällby, Blekinge, zm. 25 listopada 2012 w Lund) − szwedzki matematyk, jeden z twórców nowoczesnej teorii równań różniczkowych cząstkowych. Zdobywca medalu Fieldsa w 1962, nagrody Wolfa w 1988 oraz nagrody Steele’a w 2006.

## Życiorys
Hörmander obronił doktorat na Uniwersytecie w Lund w 1955. Pracował na uniwersytetach w Sztokholmie, Stanforda oraz w Institute for Advanced Study w Princeton. W 1968 roku powrócił na uniwersytet w Lund, gdzie przeszedł na emeryturę.
Autor podręczników i monografii:
- Linear Partial Differential Operators (Springer-Verlag, 1963)
- The Analysis of Linear Partial Differential Operators I: Distribution Theory and Fourier Analysis (Springer-Verlag, ISBN 978-3-540-00662-6)
- The Analysis of Linear Partial Differential Operators II: Differential Operators with Constant Coefficients (Springer-Verlag, ISBN 978-3-540-22516-4)
- The Analysis of Linear Partial Differential Operators III: Pseudo-Differential Operators (Springer-Verlag, ISBN 978-3-540-49937-4)
- The Analysis of Linear Partial Differential Operators IV: Fourier Integral Operators (Springer-Verlag, ISBN 978-3-642-00117-8)
- An Introduction to Complex Analysis in Several Variables. (1966, revisions in 1973 and 1990)
- Notions of Convexity (Birkhäuser Verlag, 1994, ISBN 0-8176-3799-0)
- Lectures on Nonlinear Hyperbolic Differential Equations, Springer, 1997